# 圣方济各圣殿 (马德里)

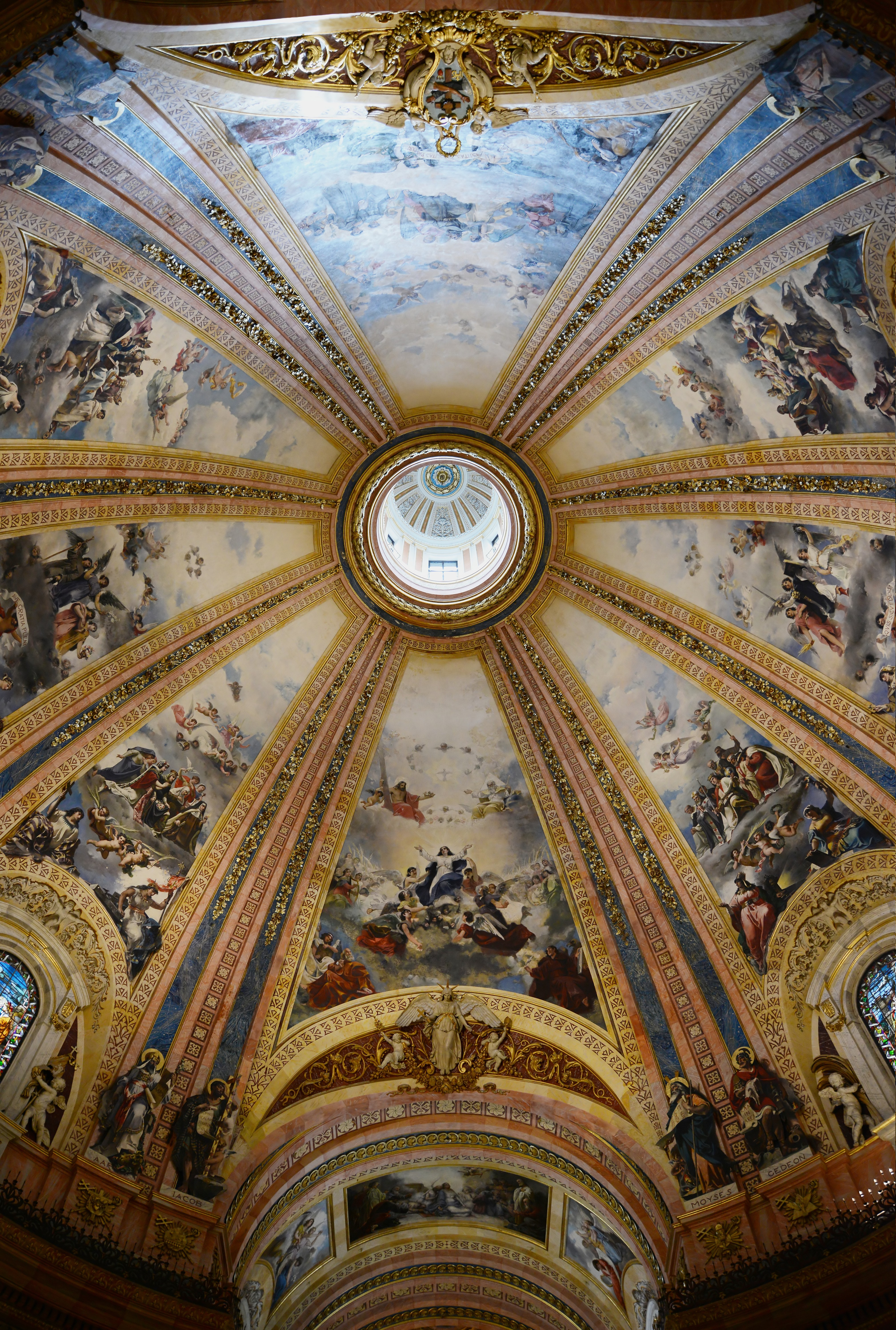

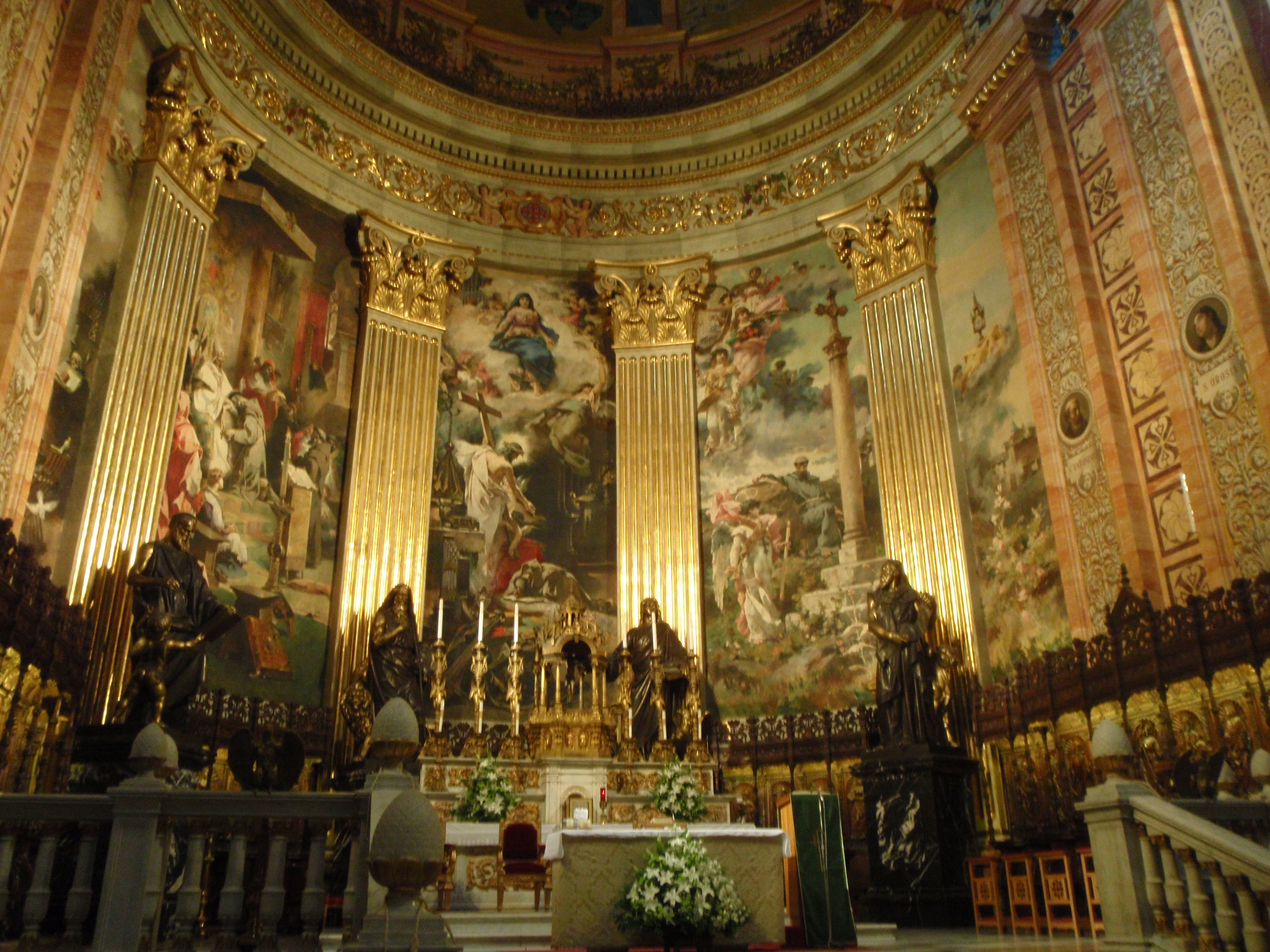
内部

圣方济各圣殿 (西班牙语 : Real Basílica de san Francisco el Grande) 是西班牙马德里市中心罗马天主教宗座圣殿,位于拉丁区。主立面面对圣方济各广场，在拜伦街（Bailén）、圣方济各大街（Gran Vía de san Francisco）, 和圣方济各卡雷拉（Carrera de san Francisco）的交叉路口。它构成方济各会耶稣和玛利亚修道院的一部分。修道院于十三世纪创建，位于此处一个小堂的原址上。
该堂为十八世纪下半叶新古典主义风格，设计是基于弗朗西斯科·卡贝萨斯，由安东尼奥·皮奥发展，并由弗朗西斯科·萨巴蒂尼完成. 该堂保存有弗朗西斯柯·德·苏巴朗和弗朗西斯科·戈雅的绘画。该堂曾经一度作为西班牙的先贤祠，供奉著名艺术家和政治家的遗体。  
穹顶直径为33（108英尺），高度为58（190英尺）；其形状是非常类似于万神殿的穹顶，比十八世纪建造的典型的圆顶形状更圆一些。

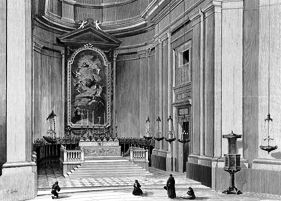
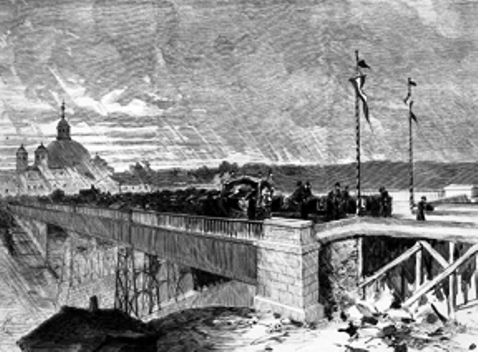